# أزوسا (كاليفورنيا)
أزوسا (بالإنجليزية: Azusa)‏ هي إحدى مدن مقاطعة لوس أنجليس، كاليفورنيا. تم إعطاءها لقب مدينة في 29 ديسمبر، 1898.

## توأمة
لأزوسا (كاليفورنيا) اتفاقيات توأمة مع:
- زاكاتيكاس

## أعلام
- أريس أمبريز
- هانك أغيري
- هداية ملاك
- مارتن مانلي
- جورج ويليس ريتشي
- فريديريكو ميلو